# Волны (альбом «А’Студио»)
«Волны» — восьмой студийный альбом российской группы А'Студио, выпущенный в 2010 году на лейбле CD Land Records. На диске представлено 10 композиций и видеоклип на песню «Так же как все». В поддержку альбома было выпущено четыре радиосингла: «Сердцем к сердцу», «Так же как все», «Это война» и «Fashion Girl». Презентация альбома состоялась 24 апреля 2010 года в концертном зале Crocus City Hall.

## Реакция критиков
Алексей Мажаев из агентства InterMedia дал альбому смешанную оценку, назвав его самым разноплановым альбомом группы. Рецензент назвал песню «Так же как все», которая является кавер-версией композиции Аллы Пугачёвой «Песенка про меня», одной из «самых искренних и трогательных в её обширном репертуаре»: «К шедевру авторства Александра Зацепина и Леонида Дербенева Кети Топурия подошла бережно, но без подражательства — получилась уважительная и самодостаточная кавер-версия, которую, не исключено, многие будут считать исконно „астудиевской“ песней». По его мнению, треки «Fashion Girl» и «Оставляю тебя» «представляют собой эксперименты группы в области „модного“ звучания: вокалистка тут поет как через „автотюн“, а ритм выдерживается подчеркнуто рубленый и танцевальный». Рецензент также положительно оценил песню «Несвободное падение», отметив её «запоминающийся рефрен, внятная мелодия, вокальная старательность и электронные звуки на заднем плане», и дуэт с группой «Отпетые мошенники», посчитав, что «если из песни вычесть собственно „Мошенников“, получился бы недурной номер». Однако, по мнению Мажаева, альбому не хватает "в первую очередь убойных хитов: «Раскрутить можно практически любую песню с пластинки, однако для этого необходимы усилия радио и телевидения». Также он посчитал, что кроме композиции «Так же как все», на диске нет песен, «которые сами брали бы с места в карьер».

## Список композиций
Первое издание
| №   | Название                                                | Текст песни           | Музыка                | Длительность |
| --- | ------------------------------------------------------- | --------------------- | --------------------- | ------------ |
| 1.  | «Так же как все»                                        | Л.Дербенев            | А.Зацепин             | 3:41         |
| 2.  | «Fashion Girl»                                          | Е.Шакеев              | М.Гладких, А.Саркисян | 3:39         |
| 3.  | «Просто дождь»                                          | Т.Иванова             | Н.Ростов, В.Лосев     | 3:30         |
| 4.  | «Седьмое небо»                                          | Б.Серкебаев, Е.Шакеев | Б.Серкебаев, Е.Шакеев | 3:41         |
| 5.  | «На крыльях счастья»                                    | Е.Шакеев              | Б.Серкебаев           | 3:05         |
| 6.  | «Это война»                                             | Б.Серкебаев, Е.Шакеев | Б.Серкебаев, Е.Шакеев | 3:28         |
| 7.  | «Оставляю тебя»                                         | Б.Серкебаев, Е.Шакеев | М.Гладких, А.Саркисян | 3:50         |
| 8.  | «Несвободное падение»                                   | Т.Иванова             | Д.Копытов             | 3:30         |
| 9.  | «Сердцем к сердцу» (совместно с «Отпетыми мошенниками») | С.Суровенко           | В.Зинуров             | 3:33         |
| 10. | «Фильм, фильм, фильм»                                   | А.Курляндский, А.Хайт | А.Зацепин             | 1:47         |

Бонус
| №  | Название                     | Режиссёр        | Длительность |
| -- | ---------------------------- | --------------- | ------------ |
| 1. | «Так же как все» (видеоклип) | Баходыр Юлдашев | 3:51         |

Второе издание
| №   | Название                                                | Текст песни           | Музыка                | Длительность |
| --- | ------------------------------------------------------- | --------------------- | --------------------- | ------------ |
| 1.  | «Fashion Girl»                                          | Е.Шакеев              | М.Гладких, А.Саркисян | 3:53         |
| 2.  | «Просто дождь»                                          | Т.Иванова             | Н.Ростов, В.Лосев     | 3:30         |
| 3.  | «Несвободное падение»                                   | Т.Иванова             | Д.Копытов             | 3:30         |
| 4.  | «На крыльях счастья»                                    | Е.Шакеев              | Б.Серкебаев           | 3:05         |
| 5.  | «Седьмое небо»                                          | Б.Серкебаев, Е.Шакеев | Б.Серкебаев, Е.Шакеев | 3:36         |
| 6.  | «Так же как все»                                        | Л.Дербенев            | А.Зацепин             | 3:41         |
| 7.  | «Это война»                                             | Б.Серкебаев, Е.Шакеев | Б.Серкебаев, Е.Шакеев | 3:31         |
| 8.  | «Сердцем к сердцу» (совместно с «Отпетыми мошенниками») | С.Суровенко           | В.Зинуров             | 3:35         |
| 9.  | «Оставляю тебя»                                         | Б.Серкебаев, Е.Шакеев | М.Гладких, А.Саркисян | 3:51         |
| 10. | «Фильм, фильм, фильм»                                   | А.Курляндский, А.Хайт | А.Зацепин             | 1:48         |

Бонус
| №  | Название                     | Режиссёр        | Длительность |
| -- | ---------------------------- | --------------- | ------------ |
| 1. | «Так же как все» (видеоклип) | Баходыр Юлдашев | 3:51         |

## Участники записи
- Вокал — Кэти Топурия
- Аранжировки — Байгали Серкебаев, Арташес Саркисян, Денис Копытов, Иван Горишняк, Николай Ростов
- Бас-гитара — Владимир Миклошич
- Гитара — Фёдор Досумов
- Клавишные — Байгали Серкебаев
- Продюсирование — Байгали Серкебаев
- Саунд-продюсирование — Александр Мерганов, Вадим Лосев, Владимир Миклошич, Игорь Горишняк, Сергей Карякин